# Sarah Scaife Foundation
Sarah Scaife Foundation är en av fyra stiftelser som går under benämningen Scaife Foundations, och kontrolleras av Richard Mellon Scaife. Stiftelsen delar inte ut anslag till individer utan koncentrerar sig på verksamheter som fokuserar på offentlig politik i policyprocessen på nationell och internationell nivå. Mellan åren 1985 och 2003 har Sarah Scaife Foundation delat ut över 235 miljoner dollar till olika organisationer, såsom de konservativa tankesmedjorna George C. Marshall Institute och Project for the New American Century.